# Дарко Тодоровић
Дарко Тодоровић (Бијељина, 5. мај 1997) је босанскохерцеговачки професионални фудбалер који игра на позицији десног бека у Бундеслиги Аустрије за фудбалски клуб Ред бул Салцбург, као и за Фудбалску репрезентацију Босне и Херцеговине.
Тодоровић је своју професионалну каријеру започео у фудбалском клубу Слобода из Тузле, а 2018. године је прешао у ФК Ред Бул Салцбург.
Од 2018. године игра за фудбалску репрезентацију Босне и Херцеговине, а до тада је играо за јуниорску репрезентацију Босне и Херцеговине.

## Клупска каријера

### Младост
Тодоровић је први пут професионално наступио за ФК Слободу из Тузле, на утакмици против Зрињског из Мостара, 11. парила 2015. године, са 17 година. Први гол у професионалној каријери постигао је 21. септембра 2016. године, који је такође био и побједнички гол у купу против ФК Подриње Јања.

### Ред бул Салцбург
Тодоровић је потписао петогодишњи уговор за аустријски клуб Ред бул Салцбург 10. јула 2018. године, а накнада за трансфер није објављена. Први пут је за овај клуб у купу наступио 22. јула 2018. године, а 11. августа 2018. године је први пут наступио у лиги у побједничкој утакмици против ФК Аустрије Беч.

## Репрезентација
Тодоровић је играо за многе јуниорске репрезентације Босне и Херцеговине.

У сениорску репрезентацију први пут је позван на пријатељску утакмицу против САД и Мексика у јануару 2018. године, а први пут је наступио у утакмици против Мексика која је завршила неријешено без голова.

## Статистика

### Клуб
Ажурирано одигране утакмице 2. децембра 2018.
| Клуб              | Сезона            | Лига                              | Лига    | Лига   | Куп     | Куп    | Континентално | Континентално | Укупно  | Укупно |
| Клуб              | Сезона            | Дивизија                          | Наступи | Голови | Наступи | Голови | Наступи       | Голови        | Наступи | Голови |
| ----------------- | ----------------- | --------------------------------- | ------- | ------ | ------- | ------ | ------------- | ------------- | ------- | ------ |
| Слобода Тузла     | 2014–15           | Премијер лига Босне и Херцеговине | 1       | 0      | –       | –      | –             | –             | 1       | 0      |
| Слобода Тузла     | 2015–16           | Премијер лига Босне и Херцеговине | 2       | 0      | 0       | 0      | –             | –             | 2       | 0      |
| Слобода Тузла     | 2016–17           | Премијер лига Босне и Херцеговине | 16      | 1      | 3       | 1      | 0             | 0             | 19      | 2      |
| Слобода Тузла     | 2017–18           | Премијер лига Босне и Херцеговине | 29      | 2      | 6       | 0      | –             | –             | 35      | 2      |
| Слобода Тузла     | Укупно            | Укупно                            | 48      | 3      | 9       | 1      | 0             | 0             | 57      | 4      |
| Ред бул Салцбург  | 2018–19           | Бундеслига Аустрије               | 8       | 0      | 2       | 0      | 0             | 0             | 10      | 0      |
| Укупно у каријери | Укупно у каријери | Укупно у каријери                 | 56      | 3      | 11      | 1      | 0             | 0             | 67      | 4      |

### Репрезентација
Ажурирано утакмице одигране 11. октобра 2018.
| Репрезентација      | Година | Наступи | Голови |
| ------------------- | ------ | ------- | ------ |
| Босна и Херцеговина |        |         |        |
| 2018                | 6      | 0       |        |
| 2019                | 0      | 0       |        |
| Укупно              | Укупно | 6       | 0      |